# Akunnaaq Helistop
Akunnaaq Helistop (IATA: , ICAO: BGAK) er en grønlandsk flyveplads beliggende i Akunnaaq med et gruslandingsområde med en radius på 15 m. I 2008 var der 91 afrejsende passagerer fra flyvepladsen fordelt på 38 starter (gennemsnitligt 2,39 passagerer pr. start).
Akunnaaq Helistop drives af Mittarfeqarfiit, Grønlands Lufthavnsvæsen. Statens Luftfartsvæsen fører tilsyn med flyvepladsen.

## Eksterne links
- AIP for BGAK fra Statens Luftfartsvæsen Arkiveret 24. februar 2012 hos  Wayback Machine